# Reino do Egito
```
   |-
       |
Erro:
:  
valor não especificado para "
nome_comum
"

   |-
       | 
Erro:
:  
valor não especificado para "
continente
"
```

O Reino do Egito (em árabe: المملكة المصرية, translit. Al-Mamlaka Al-Miṣreyya, lit. 'O Reino Egípcio') foi a forma jurídica do estado egípcio durante o último período do reinado da Dinastia Maomé Ali, desde o reconhecimento da independência egípcia pelo Reino Unido em 1922 até a abolição da monarquia do Egito e do Sudão em 1953, após a Revolução Egípcia de 1952. Até o Tratado Anglo-Egípcio de 1936, o Reino era apenas nominalmente independente, já que o Reino Unido mantinha o controle das relações exteriores, das comunicações, das forças armadas e do Sudão. Oficialmente, o Sudão era governado como um condomínio dos dois estados, mas, na realidade, o verdadeiro poder no Sudão estava nas mãos do Reino Unido. Entre 1936 e 1952, o Reino Unido continuou a manter a sua presença militar e os seus conselheiros políticos a um nível reduzido.
O estatuto jurídico do Egito tinha sido altamente complicado, devido à sua ruptura de facto com o Império Otomano em 1805, à sua ocupação pela Grã-Bretanha em 1882 e ao restabelecimento do Sultanato do Egito (destruído pelos Otomanos em 1517) como um Protetorado britânico em 1914. Em linha com a mudança de estatuto de sultanato para reino, o título do Sultão reinante, Fuade I, foi alterado de Sultão do Egito para Rei do Egito. Ao longo da existência do Reino, o Sudão esteve formalmente unido ao Egito. No entanto, a autoridade egípcia real no Sudão era em grande parte nominal devido ao papel do Reino Unido como potência dominante no Sudão Anglo-Egípcio. Como aconteceu durante o Quedivato do Egito e o Sultanato do Egito, o monarca egípcio foi denominado soberano do "Egito e Sudão".
Durante o reinado do rei Fuade, a monarquia lutou com o Partido Wafd, uma organização política nacionalista de base ampla, fortemente oposta à influência britânica no Egito, e com os próprios britânicos, que estavam determinados a manter o seu controle sobre o Canal de Suez. Outras forças políticas emergentes neste período incluíram o Partido Comunista (1925) e a Irmandade Muçulmana (1928), que eventualmente se tornou uma poderosa força política e religiosa.
O rei Fuade morreu em 1936, e o trono passou para seu filho de 16 anos, Faruque. O crescente sentimento nacionalista no Egito e no Sudão, e a preocupação britânica após a recente invasão da Abissínia pela Itália Fascista levaram ao Tratado Anglo-Egípcio de 1936, que exigia que o Reino Unido retirasse todas as tropas do próprio Egito (excluindo o Sudão), exceto no Zona do Canal de Suez (acordada em ser evacuada em 1949), mas permitiu o retorno de militares britânicos em caso de guerra. O Reino foi atormentado pela corrupção e os seus súbditos viam-no como um fantoche dos britânicos, apesar da amarga inimizade entre o rei Faruque e o Reino Unido durante a Segunda Guerra Mundial, como evidenciado pelo incidente no Palácio de Abdeen em 1942. Isto, juntamente com a derrota na Guerra da Palestina de 1948–1949, levou à Revolução Egípcia de 1952 pelo Movimento dos Oficiais Livres. Faruque abdicou em favor de seu filho Ahmed Fuade, que se tornou rei Fuade II. Em 1953, a monarquia foi abolida e a República do Egito foi estabelecida. O estatuto jurídico do Sudão só foi resolvido em 1953, quando o Egito e o Reino Unido concordaram que deveria ser concedida a independência em 1956.

## História

### Sultanato e Reino
Durante o período otomano, o país foi administrado como Eialete do Egito, seguido pelo estado tributário autônomo do Quedivato do Egito governado pela Dinastia Maomé Ali. 
Em 1914, o quediva Abaz II aliou-se ao Império Otomano e às Potências Centrais na Primeira Guerra Mundial, e foi prontamente deposto pelos britânicos em favor de seu tio Huceine Camil, criando o Sultanato do Egito. A soberania otomana sobre o Egito, que pouco mais era do que uma ficção jurídica desde 1805, estava agora oficialmente terminada. Huceine Camil foi declarado Sultão do Egito, e o país tornou-se um protetorado britânico. 

### Rescaldo da Primeira Guerra Mundial
Um grupo conhecido como Wafd (que significa "Delegação") participou da Conferência de Paz de Paris de 1919 para exigir a independência do Egito. Incluído no grupo estava o líder político, Saad Zaghloul, que mais tarde se tornaria primeiro-ministro. Quando o grupo foi preso e deportado para a ilha de Malta, manifestações começaram a ocorrer no Egito. 
De março a abril de 1919, ocorreram manifestações de massa que se transformaram em revoltas. Estas são conhecidas no Egito como a Primeira Revolução. Em novembro de 1919, a Comissão Milner foi enviada ao Egito pelos britânicos para tentar resolver a situação. Em 1920, Lord Milner apresentou o seu relatório a Lord Curzon, o secretário dos Negócios Estrangeiros britânico, recomendando que o protetorado fosse substituído por um tratado de aliança.  
Como resultado, Curzon concordou em receber uma missão egípcia chefiada por Zaghlul e Adly Paxá para discutir as propostas. A missão chegou a Londres em junho de 1920 e o acordo foi concluído em agosto de 1920. Em Fevereiro de 1921, o Parlamento Britânico aprovou o acordo e o Egipto foi convidado a enviar outra missão a Londres com plenos poderes para concluir um tratado definitivo. Adli Pasha liderou esta missão, que chegou em junho de 1921. No entanto, os delegados do Domínio na Conferência Imperial de 1921 sublinharam a importância de manter o controlo sobre a Zona do Canal de Suez e Curzon não conseguiu persuadir os seus colegas de Gabinete a concordar com quaisquer termos que Adly Paxá estivesse preparado para aceitar. A missão voltou ao Egito enojada. 
Em dezembro de 1921, as autoridades britânicas no Cairo impuseram a lei marcial e mais uma vez deportaram Zaghloul. As manifestações novamente levaram à violência. Em deferência ao crescente nacionalismo e por sugestão do Alto Comissário, Lord Allenby, o Reino Unido reconheceu a independência egípcia em 1922, abolindo o protetorado, e convertendo o Sultanato do Egito no Reino do Egito. Sarwat Pasha tornou-se primeiro-ministro. A influência britânica, no entanto, continuou a dominar a vida política do Egito e promoveu reformas fiscais, administrativas e governamentais. A Grã-Bretanha manteve o controlo da Zona do Canal, da proteção externa do Sudão e do Egito, da polícia, do exército, das estradas de ferro e das comunicações, da proteção dos interesses estrangeiros, das minorias e do Sudão, enquanto se aguarda um acordo final. 
Representando o Partido Wafd, Zaghloul foi eleito primeiro-ministro em 1924. Ele exigiu que a Grã-Bretanha reconhecesse a soberania egípcia no Sudão e a "Unidade do Vale do Nilo". Em 19 de novembro de 1924, o governador-geral britânico do Sudão, Sir Lee Stack, foi assassinado no Cairo e eclodiram motins pró-Egípcios no Sudão. Os britânicos exigiram que o Egito pagasse uma taxa de desculpas e retirasse as tropas do Sudão. Zaghlul concordou com o primeiro, mas não com o segundo, e renunciou. 

### Reconhecimento

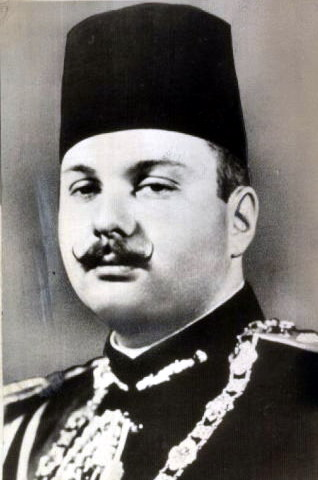
Rei Faruque I, 1936–1952.

Com o aumento do sentimento nacionalista, a Grã-Bretanha reconheceu formalmente a independência egípcia em 1922, e o sucessor de Huceine Camil, o sultão Fuade I, substituiu o título de rei por sultão.  No entanto, a influência britânica nos assuntos egípcios persistiu. De particular preocupação para o Egipto foram os esforços contínuos da Grã-Bretanha para despojar o Egito de todo o controlo no Sudão. Tanto para o rei como para o movimento nacionalista, isto era intolerável, e o governo egípcio fez questão de sublinhar que Fuade e o seu filho, o rei Faruque I, eram "Rei do Egito e do Sudão". 

### Segunda Guerra Mundial
O governo do Egito foi legalmente neutro na Segunda Guerra Mundial. O exército não estava em combate. Na prática, os britânicos fizeram do Egito uma importante base de operações contra a Itália e a Alemanha e, finalmente, derrotaram ambas. A maior prioridade de Londres era o controlo do Mediterrâneo Oriental, especialmente mantendo o Canal de Suez aberto a navios mercantes e a ligações militares com a Índia e a Austrália.  Várias batalhas da campanha do Norte de África foram travadas em solo egípcio, como a Invasão Italiana do Egito, Batalha de Sidi Barrani ou a Batalha de Mersa Matruh e a Primeira e Segunda Batalha de El Alamein. 
O governo do Egito e a população egípcia desempenharam um papel menor na Segunda Guerra Mundial. Quando a guerra começou, em setembro de 1939, o Egito declarou a lei marcial e rompeu relações diplomáticas com a Alemanha. Não declarou guerra à Alemanha, mas o primeiro-ministro associou o Egipto ao esforço de guerra britânico. Rompeu relações diplomáticas com a Itália em 1940, mas nunca declarou guerra, mesmo quando o exército italiano invadiu o Egito. O rei Faruque praticamente assumiu uma posição neutra, o que estava de acordo com a opinião da elite entre os egípcios. O exército egípcio não lutou. Foi apático em relação à guerra, com os principais oficiais olhando para os britânicos como ocupantes e por vezes mantendo algumas simpatias privadas para com o Eixo.  Em junho de 1940, o rei demitiu o primeiro-ministro Aly Maher, que se dava mal com os britânicos. Um novo governo de coalizão foi formado com o independente Hassan Paxá Sabri como primeiro-ministro por um breve período, seguido por Hussein Sirri Paxá. 
Após uma crise ministerial em fevereiro de 1942, o embaixador Sir Miles Lampson pressionou Faruque para que um governo do Wafd ou de coalizão do Wafd substituísse o governo de Hussein Sirri Paxá. Na noite de 4 de fevereiro de 1942, tropas e tanques britânicos cercaram o Palácio Abdeen, no Cairo, e Lampson apresentou um ultimato a Faruque. Faruque capitulou, Nahhas formou um governo logo depois. No entanto, a humilhação infligida a Faruque  e as ações do Wafd na cooperação com os britânicos e na tomada do poder perderam o apoio tanto dos britânicos como do Wafd entre os civis e, mais importante, entre os militares egípcios. 

### Período pós-guerra
A maioria das tropas britânicas foram retiradas para a área do Canal de Suez em 1947 (embora o exército britânico mantivesse uma base militar na área), mas o sentimento nacionalista e anti-britânico continuou a crescer após a guerra. Os sentimentos anti-monarquia aumentaram ainda mais após o desempenho desastroso do Reino na Primeira Guerra Árabe-Israelense. As eleições de 1950 viram uma vitória esmagadora do partido nacionalista Wafd e o rei foi forçado a nomear Mostafa El-Nahas como o novo primeiro-ministro. Em 1951, o Egito retirou-se unilateralmente do Tratado anglo-egípcio de 1936 e ordenou que todas as tropas britânicas restantes deixassem o Canal de Suez.

### Emergência em Suez
De acordo com a BBC, “Em Outubro de 1951, um tenso impasse entre os governos britânico e egípcio eclodiu sobre o número de tropas britânicas estacionadas no país. Em resposta, o governo britânico mobilizou 60.000 soldados em 10 dias, no que foi descrito como o maior transporte aéreo de tropas desde a Segunda Guerra Mundial." 
Como os britânicos se recusaram a deixar a sua base em torno do Canal de Suez, o governo egípcio cortou a água e recusou-se a permitir a entrada de alimentos na base do Canal de Suez, anunciou um boicote aos produtos britânicos, proibiu os trabalhadores egípcios de entrar na base e patrocinou ataques de guerrilha. A situação transformou a área ao redor do Canal de Suez numa zona de guerra de baixo nível. Em 24 de janeiro de 1952, guerrilheiros egípcios realizaram um ataque às forças britânicas ao redor do Canal de Suez, durante o qual a Polícia Auxiliar Egípcia foi observada ajudando os guerrilheiros. Em resposta, a 25 de Janeiro, o general George Erskine enviou tanques e infantaria britânicos para cercar a esquadra auxiliar da polícia em Ismailia e deu aos polícias uma hora para entregarem as armas no local. A polícia estava armando os guerrilheiros. O comandante da polícia ligou para o ministro do Interior, Fouad Serageddin, braço direito de Nahas, que naquele momento fumava charutos na banheira, para perguntar se ele deveria se render ou lutar. Serageddin ordenou que a polícia lutasse "até o último homem e a última bala". A batalha resultante viu a delegacia ser destruída e 43 policiais egípcios mortos junto com 3 soldados britânicos. O incidente de Ismaília indignou o Egito. O dia seguinte, 26 de janeiro de 1952, foi o "Sábado Negro", como era conhecido o motim anti-britânico. Viu grande parte do centro do Cairo, que o quediva Ismail, o Magnífico, reconstruiu no estilo de Paris, incendiado. Faruque culpou o Wafd pelo motim do Sábado Negro e demitiu Nahas do cargo de primeiro-ministro no dia seguinte e foi substituído por Aly Maher Paxá. 

### Dissolução
Em 23 de julho de 1952, o Movimento dos Oficiais Livres, liderado por Muhammad Naguib e Gamal Abdel Nasser, derrubou o rei Faruque num golpe de estado que deu início à Revolução Egípcia de 1952. Em 26 de julho, Farouk abdicou em favor de seu filho de sete meses, Ahmed Fuade, que deu início ao Rei Fuade II. Às 18h do mesmo dia, o agora ex-rei partiu do Egito no iate real, junto com outros membros da família real, incluindo o novo rei infante. Seguindo o precedente para um soberano menor de idade, um Conselho de Regência foi formado, liderado pelo príncipe Muhammad Abdel Moneim. O Conselho de Regência, no entanto, detinha apenas autoridade nominal, já que o poder real estava nas mãos do Conselho do Comando Revolucionário, liderado por Naguib e Nasser. 
As expectativas populares de reformas imediatas levaram aos motins dos trabalhadores em Kafr Dawar, em 12 de Agosto de 1952, que resultaram em duas sentenças de morte. Após uma breve experiência com o governo civil, os Oficiais Livres aboliram a monarquia e declararam o Egito uma república em 18 de junho de 1953, revogando a constituição de 1923. Além de servir como chefe do Conselho do Comando Revolucionário e primeiro-ministro, Naguib foi proclamado o primeiro presidente do Egito, enquanto Nasser foi nomeado vice-primeiro-ministro. 

## Demografia
Os egípcios étnicos constituíam a maioria da população do Egito. No entanto, milhares de gregos, judeus, italianos, malteses, arménios e sírio-libaneses estiveram presentes no Egipto. Essas comunidades eram conhecidas como Mutamassirun (egipianizadas). Apesar de estas comunidades serem estrangeiras, faziam parte da sociedade egípcia e eram consideradas grupos homogéneos pelos nacionalistas egípcios. A comunidade Mutammassirun teve a maioria dos seus membros deixando o Egito na década de 1950. Após a crise de Suez de 1956, mais de 1.000 das 18.000 pessoas que tinham nacionalidade britânica ou francesa foram expulsas e só foram autorizadas a levar consigo uma mala e uma pequena quantia em dinheiro. 